# Petro Oleksiyovych Poroshenko
Petro Oleksiyovych Poroshenko (tiếng Ukraina: Петро Олексійович Порошенко; sinh ngày 26 tháng 9 năm 1965) là một doanh nhân giàu có và cũng là một chính trị gia của Ukraina, thỉnh thoảng được nhắc tới như là một trong những người có thế lực nhất về chính trị tại Ukraina.
Từ tháng 2 năm 2007 cho tới tháng 3 năm 2012 Poroshenko giữ chức chủ tịch hội đồng nhà băng quốc gia Ukraina, được tạp chí kinh tế Forbes vào năm 2014 xếp vào hạng thứ 6 những danh nhân giàu có nhất Ukraina và thứ 1380 toàn thế giới, với tài sản khoảng chừng 1,3 tỷ USD.
Ngoài phần hùn vào Ukrprominvest  Poroschenko còn làm chủ đài truyền hình tư nhân cấp tiến Kanal 5 và hãng kẹo bánh Roshen, sản xuất mỗi năm khoảng 410.000 tấn (theo năm 2012). Vì hãng đồ ngọt này mà ở Ukraina ông được biết tới với cái tên là "Vua Sô cô la".

## Sự nghiệp doanh nhân
Poroshenko sinh tại thành phố Bolhrad, Odessa (tỉnh), vào ngày 26 tháng 9 năm 1965, nhưng lớn lên tại Vinnytsia miền trung của Ukraina. Vào năm 1989, ông tốt nghiệp ngành kinh tế tại viện Quan hệ quốc tế và luật quốc tế của Đại học quốc gia Kiev.
Trong thời kỳ chuyển tiếp vào thập niên 1990 Poroschenko buôn bán đậu ca cao, sau đó ông mua nhiều hãng sản xuất bánh kẹo, rồi nhập chúng thành tập đoàn Roshen. Roshen sản xuất 450.000 tấn bánh kẹo, 40 % số hàng bán được là ở Nga và các nước thuộc Cộng đồng các Quốc gia Độc lập (theo năm 2013).
Từ năm 1991 Poroschenko là tổng giám đốc của cơ sở giao dịch chứng khoán Ukraina và từ năm 1993 Ukrprominvest một tập đoàn đầu tư và bao gồm nhiều doanh nghiệp như đóng tàu và sản xuất vũ khí.. Cha của Poroschenko, Alexey Poroshenko (* 1936) (Порошенко, Алексей Иванович), hiện là tổng giám đốc của Ukrprominvest.
Qua phần hùn vào Ukrprominvest, Poroschenko kiểm soát một số các đài truyền thanh truyền hình, trong đó có đài truyền hình Kanal 5 (5.ua) có nhiều ảnh hưởng trong quần chúng, là một đài truyền hình tư nhân cấp tiến, tạp chí thông tin Bigmir và Korrespondent

## Bầu cử tổng thống 2014
Trong một cuộc thăm dò dân ý sau khi tổng thống Yanukovych bị lật đổ, ông đang dẫn đầu cho cuộc chạy đua dành chức tổng thống: 21% sẽ bầu cho Poroschenko, 15% Vitali Klitschko, cựu thủ tướng Julija Timoschenko chỉ được 10%. Ngày 28.03.2014, Klitschko tuyên bố là sẽ không ra tranh cử tổng thống mà sẽ ủng hộ Petro Poroschenko trong cuộc bầu cử này. Trong cuộc thăm dò dân ý gần đây nhất ở Ukraina thì Poroschenko được 25% phiếu, Klitschko chỉ được 9%, còn cựu thủ tướng Julia Timoschenko được 8%..

3 tháng sau khi tổng thống Yanukovych bị quốc hội tước quyền, Petro Poroshenko chắc sẽ trở thành tổng thống mới của Ukraina sau cuộc bầu cử tổng thống vào ngày 25 tháng5 2014. Theo số phiếu đã được lược qua, ông đã được hơn 55%, về nhì là bà Julija Timoshenko chỉ được khoảng 13%. Tuy nhiên ở miền Đông Ukraina nhóm vũ trang ly khai đã cản trở rất nhiều nơi khiến người dân không thể bỏ phiếu được. Theo chính quyền thì ở đa số các nơi tỷ lệ số người đi bầu rất cao, nhưng ở 2 vùng Donetsk và Luhansk chỉ có 20% trạm bầu cử mở cửa. Các cử tri ở bán đảo Krym cũng không thể tham dự cuộc bầu cử này.

Vào ngày 23 tháng 5 tại hội nghị kinh tế quốc tế ở St. Petersburg, tổng thống Nga Vladimir Putin nói là ông sẽ tôn trọng kết quả của cuộc bầu cử tổng thống Ukraina và sẽ làm việc chung với những người lãnh đạo mới.

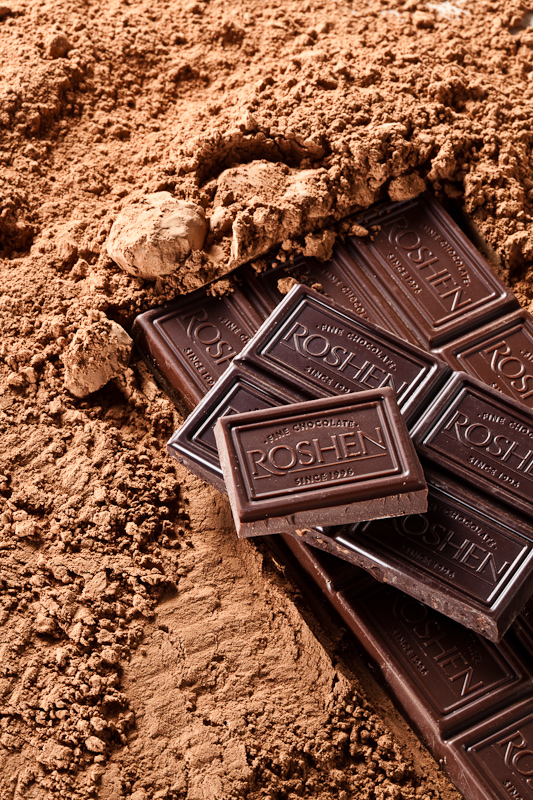
Roshen-sô cô la của Poroshenko.